# بوزيشكا (مقاطعة)
مقاطعة بوزيشكا (بالكرواتية: Požeška županija، وبالمجرية: Pozsega vármegye)، كانت مقاطعة سابقة ضمن المملكة الكرواتية السلافونية؛ والتي كانت ضمن الجزء المجري ضمن الإمبراطورية النمساوية المجرية.